# Korea Egyetem állomás
Korea Egyetem állomás föld alatti metróállomás a szöuli metró 6-os vonalán Szongbuk-ku (Seongbuk-gu) kerületben. A közelben található a Korea Egyetem fő kampusza, amiről az állomás a nevét is kapta.

## Viszonylatok
| 6-os vonal               | 6-os vonal | 6-os vonal                          |
| ------------------------ | ---------- | ----------------------------------- |
| Anam Ungam (Eungam) felé | 6-os vonal | Volgok (Wolgok) Sinne (Sinnae) felé |